# Middleport (New York)
Middleport è un villaggio degli Stati Uniti d'America, situato nello stato di New York, nella contea di Niagara.